# Donji Striževac
Donji Striževac (en serbe cyrillique : Доњи Стрижевац) est un village de Serbie situé dans la municipalité de Babušnica, district de Pirot. Au recensement de 2011, il comptait 220 habitants.

## Démographie

### Évolution historique de la population
| 1948 | 1953 | 1961 | 1971 | 1981 | 1991 | 2002 | 2011 |
| ---- | ---- | ---- | ---- | ---- | ---- | ---- | ---- |
| 264  | 285  | 299  | 252  | 232  | 229  | 259  | 220  |

|  |